# イノセント・ボイス 12歳の戦場
『イノセント・ボイス 12歳の戦場』（原題：Voces inocentes）は、2004年制作のアメリカとメキシコの合作映画。1980年代のエルサルバドルでのエルサルバドル内戦を背景に、本作の脚本を担当したオスカー・オーランド・トレスの子供時代の体験が基になっている。

## ストーリー
1980年代、エルサルバドルでは政府軍と、反政府組織FMLNとの激しい内戦が繰り広げられていた。11歳の少年チャバの日常も、友だちや好きな女の子との楽しい時間の一方で、家の中にまで銃弾の嵐が降り注ぐという常軌を逸した日々が続いていた。そしてそんなチャバに、さらなる過酷な運命が迫っていた。少年たちは12歳になると政府軍に徴兵されてしまうのだった…。

## キャスト
| 役名         | 俳優                       | 日本語吹替 |
| ------------ | -------------------------- | ---------- |
| チャバ       | カルロス・パディジャ       | 小林由美子 |
| ケラ         | レオノア・ヴァレラ         | 湯屋敦子   |
| ベト叔父さん | ホセ・マリア・ヤスピク     | 横島亘     |
| 司祭         | ダニエル・ヒメネス・カチョ | 谷口節     |
| アンチャ     | グスタボ・ムニョス         | 高木渉     |
| ママトーヤ   | オフェリア・メディナ       | 唐沢潤     |
| バスの運転手 | ヘスス・オチョア           |            |